# Silba translucens
Silba translucens är en tvåvingeart som beskrevs av Macgowan 2007. Silba translucens ingår i släktet Silba och familjen stjärtflugor. Inga underarter finns listade i Catalogue of Life.